# Scandalo italiano del calcioscommesse del 2015
Lo scandalo italiano del calcioscommesse del 2015, noto mediaticamente come Calcioscommesse, ebbe inizio dall'inchiesta Dirty Soccer coordinata dalla Direzione Investigativa Antimafia di Catanzaro il 19 maggio 2015 che portò all'arresto di 50 persone e vide coinvolte società calcistiche di Serie B, Lega Pro, Serie D ed Eccellenza quali presunte responsabili di accomodamenti dei risultati degli incontri che le vedevano protagoniste.
L'accusa principale nei confronti degli indagati è quella di associazione per delinquere finalizzata alla truffa e alla frode sportiva.
Il 13 agosto iniziò il processo sportivo di primo grado con le richieste di condanna del procuratore federale Stefano Palazzi e il 20 agosto fu emessa sentenza.

## Cronologia degli eventi
Lo scandalo è venuto alla luce il 19 maggio 2015 quando, a seguito di indagini condotte dalla Procura di Catanzaro nell'ambito dell'inchiesta denominata Dirty Soccer riguardante combine di partite di Lega Pro e Serie D, sono stati eseguiti numerosi provvedimenti di custodia cautelare nei confronti di varie persone legate al mondo del calcio e a quello delle scommesse sportive con 70 indagati, 50 fermati e 30 squadre coinvolte.
Un ruolo di primissimo piano lo occupava l'ex calciatore Fabio Di Lauro diventato scommettitore abituale in grado di combinare partite aiutato da un appartenente alle forze dell'ordine e con il denaro di serbi e sloveni. Tra i fermati vi era anche un cittadino albanese accusato di aver sequestrato un dirigente dopo che il risultato di una partita sulla quale aveva scommesso aveva avuto un esito diverso rispetto a quello concordato.
Il 10 giugno, anche grazie delle ammissioni fatte da alcuni degli indagati della prima tranche, l'inchiesta si è allargata con 17 ordinanze di custodia cautelare (carcere o domiciliari) e 5 nuovi indagati per frode sportiva: Giuliano Pesce (collaboratore tecnico del Parma), Davide Matteini (calciatore del San Paolo Padova), Luciano Campitelli (presidente del Teramo), Marcello Di Giuseppe (direttore sportivo del Teramo) e Marco Barghigiani (ds del Savona) per aver alterato per la cifra di 30.000 euro la partita Savona-Teramo 0-2 del 2 maggio 2015 consentendo al Teramo di guadagnare la promozione diretta in Serie B con una giornata di anticipo. L'uomo chiave è sempre Ercole Di Nicola, l'ex direttore sportivo dell'Aquila già arrestato nel primo troncone dell'inchiesta, che si sarebbe fatto aiutare dall'allenatore del Barletta ed ex Savona Ninni Corda, anch'esso già arrestato, e da Giuliano Pesce, ex ds della Ternana, per trovare calciatori del Savona disponibili ad attuare la combine dopo che alcuni di loro avevano respinto le avances di Matteini.
Le altre ordinanze hanno riguardato dirigenti e calciatori del campionato di Eccellenza Calabria 2014-2015 in riguardo alle partite Scalea-Castrovillari e Palmese-Paolana per favorire la salvezza del Sambiase.

Per la presunta combine della partita Barletta-Catanzaro è stato indagato anche il capitano dei calabresi Domenico Giampà che avrebbe proposto la combine al suo presidente.

## Treni del goal
Il 23 giugno, nell'ambito dell'operazione I treni del gol condotta dalla DIGOS di Catania, sono state arrestate e poi poste ai domiciliari altre 7 persone: il presidente del Catania Antonino Pulvirenti, il vicepresidente Pablo Cosentino, il ds Daniele Delli Carri, il dirigente Piero Di Luzio e gli agenti di scommesse sportive e procuratori sportivi Giovanni Luca Impellizzeri, Fabrizio Milozzi e Fernando Arbotti. Secondo l'accusa, alcune partite del Catania della Serie B 2014-2015 sarebbero state truccate dietro il pagamento di somme di denaro per evitare la retrocessione. Tra le partite sotto inchiesta: Varese-Catania 0-3, Catania-Trapani 4-1, Latina-Catania 1-2, Catania-Ternana 2-0, Catania-Livorno 1-1 e per una questione separata anche la partita di Lega Pro Messina-Ischia 1-1 del 18 aprile 2015 con indagati anche il presidente dei messinesi Pietro Lo Monaco, l'ad Alessandro Failla, il ds Fabrizio Ferrigno (i tre si sarebbero adoperati per l'1 nel primo tempo e l'X finale) e i giocatori Alessandro Bernardini (Livorno), Riccardo Fiamozzi (Varese), Antonio Daì, Luca Pagliarulo e Christian Terlizzi (Trapani)  e Matteo Bruscagin (Latina). Lo stesso giorno la Procura federale della FIGC ha aperto un procedimento richiedendo la trasmissione degli atti ai magistrati catanesi. Nel contempo sono state effettuate delle perquisizioni e a casa di Giovanni Impellizzeri sono stati trovati 100.000 euro in contanti nascosti nella contro-soffittatura e un localizzatore di microspie a radiofrequenze mentre a Piero Di Luzio sono stati sequestrati documenti e appunti con riferimenti al Catania e alle somme di denaro versate.
Il 22 luglio il procuratore federale della FIGC Stefano Palazzi ha annunciato la chiusura delle indagini con più di 40 partite sotto inchiesta, 36 società coinvolte a vario titolo (7 per responsabilità diretta, quindi a rischio retrocessione) e oltre 100 deferimenti per illecito sportivo, associazione finalizzata all'illecito e divieto di scommesse.

## Primo filone di indagini: inchiesta di Catanzaro e Catania

### Processo sportivo di primo grado
Il procedimento sportivo di primo grado si svolse dal 13 al 19 agosto 2015 presso la Commissione Disciplinare Nazionale della FIGC. I primi due giorni del dibattimento furono caratterizzati dalle richieste di condanna del Procuratore Federale Stefano Palazzi e da alcune richieste di patteggiamento.
Le posizioni di Daniele Delli Carri e di Giovanni Impellizzeri vengono stralciate.

### Richieste dell'accusa

#### Società
- Akragas: 2 500 euro di ammenda.
- L’Aquila: 1 punto di penalizzazione da scontare nel campionato di Lega Pro 2015-16 e 25 000 € di ammenda.
- Barletta: retrocessione in Serie D 2015-16 con 10 punti di penalizzazione e 40 000 € di ammenda.
- Brindisi: esclusione dal campionato di Serie D 2015-16 con 10 punti di penalizzazione da scontare nel campionato successivo e 8 000 € di ammenda.
- Catania: retrocessione in Lega Pro 2015-16 con 5 punti di penalizzazione.
- Neapolis: 2 punti di penalizzazione da scontare nel campionato successivo e 5 000 euro di ammenda.
- Paganese: 1 punto di penalizzazione da scontare nel campionato di Lega Pro 2015-16.
- Pisa: assoluzione.
- Puteolana: 1 punto di penalizzazione da scontare nel campionato di Lega Pro 2015-16.
- San Severo: 3 punti di penalizzazione da scontare nel campionato di Serie D 2015-16.
- Savona: retrocessione in Serie D 2015-16 con 10 punti di penalizzazione.
- Teramo: retrocessione in Serie D 2015-16 con 20 punti di penalizzazione.
- Torres: retrocessione in Serie D 2015-16 con 10 punti di penalizzazione.
- Vigor Lamezia: esclusione dal campionato di Lega Pro 2015-16 con 10 punti di penalizzazione da scontare nel campionato successivo e 40 000 € di ammenda.

#### Tesserati
- Antonino Pulvirenti (presidente Catania): 5 anni di inibizione senza radiazione.
- Pablo Cosentino (amministratore delegato Catania): 5 anni di inibizione più 3 anni in continuazione.
- Piero Di Luzio (dirigente Catania): 5 anni di inibizione più 3 anni in continuazione.
- Luciano Campitelli (presidente Teramo): 5 anni di inibizione più preclusione.
- Aldo Dellepiane (presidente Savona): 5 anni di inibizione più preclusione.
- Marco Barghigiani (consulente Savona): 4 anni e 6 mesi di inibizione e 70.000 euro di ammenda.
- Marcello Di Giuseppe (direttore sportivo Teramo): 4 anni e 6 mesi di inibizione.
- Giuliano Pesce (collaboratore tecnico Parma): 4 anni e 6 mesi di inibizione e 70.000 euro di ammenda.
- Davide Matteini (calciatore San Paolo Padova): 3 anni e 6 mesi di squalifica e 60.000 euro di ammenda.
- Marco Cabeccia (calciatore Savona): 6 mesi di squalifica e 30.000 euro di ammenda.
- Claudio Arpaia (presidente Vigor Lamezia): 5 anni di inibizione più preclusione, più 6 mesi di inibizione in continuazione e 90.000 euro di ammenda.
- Salvatore Astarita (calciatore Akragas): 2 anni e 3 mesi di squalifica e 40.000 euro di ammenda.
- Felice Bellini (consulente Vigor Lamezia): 5 anni di inibizione più preclusione, più 4 mesi di inibizione in continuazione e 95.000 euro di ammenda.
- Domenico Capitani (presidente Torres): 5 anni di inibizione più preclusione e 80.000 euro di ammenda.
- William Carotenuto (calciatore San Severo): 3 anni e 6 mesi di squalifica e 60.000 euro di ammenda.
- Salvatore Casapulla (dirigente Barletta):  4 anni e 10 mesi di inibizione e 85.000 euro di ammenda.
- Antonio Ciccarone (tesserato Neapolis): 5 anni di inibizione più preclusione, più 1 anno e 4 mesi in continuazione e 35.000 euro di ammenda.
- Luigi Condò (direttore sportivo Barletta): 4 anni e 6 mesi di inibizione e 70.000 euro di ammenda.
- Ninni Corda (allenatore Barletta): 1 anno e 3 mesi di squalifica in continuazione.
- Francesco Massimo Costantino (allenatore Torres): 4 anni di squalifica e 60.000 euro di ammenda.
- Savino Daleno (tesserato Brindisi): 5 anni di inibizione più preclusione, più 1 anno in continuazione e 20.000 euro di ammenda.
- Fabio Di Lauro (allenatore): 2 anni e 3 mesi di squalifica e 40.000 euro di ammenda.
- Ercole Di Nicola (direttore sportivo L'Aquila): 4 anni e 10 mesi di inibizione e 85.000 euro di ammenda.
- Antonio Flora (presidente Brindisi): assolto.
- Giorgio Flora (vice presidente Brindisi): 5 anni di inibizione più preclusione, più 6 mesi in continuazione e 90.000 euro di ammenda.
- Fabrizio Maglia (direttore sportivo Vigor Lamezia): 5 anni di inibizione e 80.000 euro di ammenda.
- Emanuele Marzocchi (calciatore Puteolana 1902): 1 anno e 6 mesi di squalifica.
- Vito Morisco (tesserato Brindisi): 5 anni di inibizione e 80.000 euro di ammenda.
- Vincenzo Nucifora (direttore sportivo Torres): 4 anni e 6 mesi di inibizione e 70.000 euro di ammenda.
- Giuseppe Perpignano (presidente Barletta): 5 anni di inibizione più preclusione e 80.000 euro di ammenda.
- Giuseppe Sampino (agente di calciatori): 4 anni e 6 mesi di inibizione e 70.000 euro di ammenda.

#### La sentenza di primo grado
Il procedimento di primo grado si concluse il 20 agosto 2015 con l'emissione della sentenza.

##### Società
| Deferito      | Sanzione da scontare nella stagione 2015-2016                                                                                              |
| ------------- | --- |
| Akragas       | Ammenda di 2.500 euro |
| Paganese      | Prosciolta |
| Catania       | retrocessione in Lega Pro 2015-2016, 12 punti di penalizzazione e 150.000 euro di ammenda.                                                 |
| Savona        | retrocessione in Serie D 2015-2016 e 30.000 euro di ammenda.                                                                               |
| Teramo        | retrocessione in Serie D 2015-2016 e 30.000 euro di ammenda.                                                                               |
| L’Aquila      | 1 punto di penalizzazione da scontare nel campionato di Lega Pro 2015-2016 e 25.000 € di ammenda.                                          |
| Torres        | 2 punti di penalizzazione da scontare nel campionato di Lega Pro 2015-2016 e 25.000 € di ammenda.                                          |
| Vigor Lamezia | 5 punti di penalizzazione da scontare nel campionato di Lega Pro 2015-2016 e 25.000 € di ammenda.                                          |
| Barletta      | 3 punti di penalizzazione da scontare nel campionato successivo.                                                                           |
| Luparense     | 1 punto di penalizzazione da scontare nel campionato successivo.                                                                           |
| Brindisi      | Esclusione dal campionato di Serie D 2015-2016 e assegnazione da parte del Consiglio Federale a uno dei campionati di categoria inferiore. |
| Neapolis      | 2 punti di penalizzazione da scontare nel campionato successivo.                                                                           |
| Puteolana     | 1 punto di penalizzazione da scontare nel campionato di Eccellenza Campania 2015-2016.                                                     |
| San Severo    | 2 punti di penalizzazione da scontare nel campionato di Serie D 2015-2016.                                                                 |

##### Tesserati
| Deferito                     | Sanzione |
| ---------------------------- | --- |
| Antonino Pulvirenti          | 5 anni di inibizione e ammenda di 300.000 euro.                                                                    |
| Pablo Gustavo Cosentino      | 4 anni di inibizione e ammenda di 50.000 euro.                                                                     |
| Piero Di Luzio               | 5 anni di inibizione più preclusione e multa di 150.000 euro.                                                      |
| Marco Barghigiani            | 3 anni e 6 mesi di inibizione e ammenda di 60.000 euro.                                                            |
| Marco Cabeccia               | 6 mesi di squalifica e ammenda di 30.000 euro.                                                                     |
| Luciano Campitelli           | 4 anni di inibizione e ammenda di 100.000 euro.                                                                    |
| Ninni Corda                  | 2 anni + 1 anno e 6 mesi di squalifica (continuazione)                                                             |
| Aldo Dellepiane              | 4 anni di inibizione e ammenda di 100.000 euro.                                                                    |
| Marcello Di Giuseppe         | 4 anni di inibizione e ammenda di 100.000 euro.                                                                    |
| Fabio Di Lauro               | 2 anni e 6 mesi di squalifica e ammenda di 40.000 euro + 2 anni e 6 mesi e ammenda di 35.000 euro (continuazione). |
| Ercole Di Nicola             | 5 anni di inibizione più preclusione e ammenda di 100.000 euro + 2 anni e ammenda di 25.000 euro (continuazione).  |
| Davide Matteini              | 3 anni e 6 mesi di squalifica e ammenda di 60.000 euro.                                                            |
| Giuliano Pesce               | 3 anni e 6 mesi di inibizione e ammenda di 50.000 euro.                                                            |
| Salvatore Casapulla          | Prosciolto |
| Luigi Condò                  | Prosciolto |
| Giuseppe Perpignano          | Prosciolto |
| Claudio Arpaia               | 9 mesi di inibizione e ammenda di 40.000 euro.                                                                     |
| Salvatore Astarita           | 2 anni e 3 mesi di squalifica e ammenda di 25.000 euro.                                                            |
| Felice Bellini               | 5 anni di inibizione e ammenda di 50.000 euro.                                                                     |
| Domenico Capitani            | 2 anni di inibizione e ammenda di 25.000 euro.                                                                     |
| William Carotenuto           | 3 anni e 6 mesi di squalifica e ammenda di 60.000 euro.                                                            |
| Antonio Ciccarone            | 5 anni di inibizione più preclusione e ammenda di 50.000 euro.                                                     |
| Francesco Massimo Costantino | 3 mesi di squalifica e ammenda di 5.000 euro.                                                                      |
| Savino Daleno                | 5 anni di inibizione più preclusione e ammenda di 50.000 euro.                                                     |
| Giorgio Flora                | 4 anni e 6 mesi di inibizione e ammenda di 70.000 euro.                                                            |
| Fabrizio Maglia              | 9 mesi di inibizione e ammenda di 30.000 euro.                                                                     |
| Emanuele Marzocchi           | 1 anno e 6 mesi di squalifica.                                                                                     |
| Vito Morisco                 | 3 anni e 9 mesi di inibizione e ammenda di 50.000 euro.                                                            |
| Vincenzo Nucifora            | 3 mesi di inibizione e ammenda di 15.000 euro.                                                                     |
| Giuseppe Sampino             | 2 anni di inibizione e ammenda di 25.000 euro.                                                                     |
| Daniele Delli Carri          | 4 anni di squalifica e ammenda di 80.000 euro.                                                                     |
| Giovanni Impellizzeri        | 4 anni e 7 mesi di inibizione e ammenda di 115.000 euro.                                                           |

### Processo sportivo di secondo grado
Il procedimento sportivo di secondo grado si svolse dal 25 al 28 agosto 2015 presso la Corte Federale d'Appello della FIGC. I primi due giorni del dibattimento furono caratterizzati dalle richieste di condanna del Procuratore Federale Stefano Palazzi.

#### La sentenza d'appello
Per i rimanenti 24 tesserati e le 7 società il verdetto venne riformato, ribaltando parzialmente la sentenza di primo grado: per le società come Teramo e Savona, condannate in primo grado alla retrocessione in D, venne salvata la categoria (Lega Pro) e fu ridotta da 9 a 6 punti la penalizzazione da scontare in campionato; fu confermata invece la sentenza per il Catania, condannato alla retrocessione in Lega Pro ma con uno sconto sulla penalizzazione in classifica, passando dai 12 ai 9 punti di penalità. Fra i tesserati, viene prosciolto il patron del Savona Aldo Dellepiane, condannato inizialmente in primo grado a 4 anni d'inibizione e ridotte sensibilmente le altre sanzioni agli altri dirigenti coinvolti. Vengono accolti a sorpresa infine, i ricorsi del Procuratore federale, avverso le incongruità delle sanzioni inflitte a Torres e Vigor Lamezia attuate in prima istanza, ed entrambi i club, vengono così condannati e retrocessi in Serie D, al posto proprio di Teramo e Savona che vengono graziate.
Curioso per L'Aquila (coinvolta per il ruolo di mediatore di Di Nicola) il fatto che è stato tolto 1 punto per la vicenda Savona-Teramo ma è stato assegnato 1 punto per la vicenda relativa a Torres-Pisa.

##### Società
| Deferito      | Sanzione da scontare nella stagione 2015-2016                                                                           |
| ------------- | --- |
| Catania       | Retrocessione in Lega Pro 2015-2016, 9 punti di penalizzazione da scontare e 150.000 euro di ammenda                    |
| Savona        | 6 punti di penalizzazione nel campionato di Lega Pro 2015-2016, più ammenda di 30 000 euro                              |
| Teramo        | Revoca promozione in Serie B e 6 punti di penalizzazione nel campionato di Lega Pro 2015-2016, più 30 000 euro di multa |
| L’Aquila      | 1 punto di penalizzazione da scontare nel campionato di Lega Pro 2015-2016, più multa di 25.000 euro                    |
| Torres        | Retrocessione in Serie D 2015-2016, più ammenda di 15.000 euro.                                                         |
| Vigor Lamezia | Retrocessione in Serie D 2015-2016, ammenda di 30.000 euro.                                                             |
| Luparense     | Prosciolta |

##### Tesserati
| Deferito                     | Sanzione                                                       |
| ---------------------------- | -------------------------------------------------------------- |
| Pablo Gustavo Cosentino      | 4 anni di inibizione e ammenda di 50.000 euro.                 |
| Piero Di Luzio               | 5 anni di inibizione più preclusione e multa di 50.000 euro.   |
| Marco Barghigiani            | 4 anni di inibizione e ammenda di 60.000 euro.                 |
| Marco Cabeccia               | Prosciolto                                                     |
| Luciano Campitelli           | 3 anni di inibizione e ammenda di 100.000 euro.                |
| Ninni Corda                  | 1 anno di squalifica e ammenda di 30.000 euro.                 |
| Aldo Dellepiane              | Prosciolto                                                     |
| Marcello Di Giuseppe         | 4 anni di inibizione e ammenda di 100.000 euro.                |
| Fabio Di Lauro               | 4 anni e 3 mesi di squalifica e ammenda di 70.000 euro.        |
| Ercole Di Nicola             | 4 anni e 9 mesi di inibizione e ammenda di 80.000 euro.        |
| Davide Matteini              | 3 anni e 6 mesi di squalifica e ammenda di 60.000 euro.        |
| Giuliano Pesce               | 3 anni e 6 mesi di inibizione e ammenda di 50.000 euro.        |
| Claudio Arpaia               | 5 anni e 6 mesi di inibizione e ammenda di 80.000 euro.        |
| Salvatore Astarita           | 2 anni e 3 mesi di squalifica e ammenda di 25.000 euro.        |
| Felice Bellini               | 5 anni di inibizione e ammenda di 50.000 euro.                 |
| Domenico Capitani            | 5 anni di inibizione più preclusione e ammenda di 80.000 euro. |
| William Carotenuto           | 3 anni e 6 mesi di squalifica e ammenda di 60.000 euro.        |
| Antonio Ciccarone            | 5 anni di inibizione più preclusione e ammenda di 50.000 euro. |
| Francesco Massimo Costantino | 3 mesi di squalifica e ammenda di 10.000 euro.                 |
| Savino Daleno                | 5 anni di inibizione più preclusione e ammenda di 50.000 euro. |
| Giorgio Flora                | 4 anni e 6 mesi di inibizione e ammenda di 70.000 euro.        |
| Fabrizio Maglia              | 4 anni e 6 mesi di inibizione e ammenda di 80.000 euro.        |
| Emanuele Marzocchi           | 1 anno e 6 mesi di squalifica.                                 |
| Vito Morisco                 | 3 anni e 9 mesi di inibizione e ammenda di 50.000 euro.        |
| Vincenzo Nucifora            | 3 mesi di inibizione e ammenda di 15.000 euro.                 |
| Giuseppe Sampino             | 4 anni e 6 mesi di inibizione e ammenda di 70.000 euro.        |

#### Revisione della sentenza di secondo grado
Il Collegio di Garanzia dello Sport del CONI, nel valutare il ricorso di Teramo e Savona, il 27 ottobre 2015 accoglie parzialmente il ricorso e chiede alla Corte Federale d'Appello di rivedere la sentenza per quel che riguarda l'entita dei punti di penalizzazione.
Così il 29 febbraio 2016, la Corte Federale d'Appello ricalcola la penalizzazione del Savona da 6 a 4 punti e quella del Teramo riducendola da 6 a 3 punti.
| Savona | 4 punti di penalizzazione nel campionato di Lega Pro 2015-2016, più ammenda di 20 000 euro                                |
| Teramo | Revoca promozione in Serie B e 3 punti di penalizzazione nel campionato di Lega Pro 2015-2016, più ammenda di 20 000 euro |

## Secondo filone di indagini: inchiesta di Catanzaro

### Processo sportivo di primo grado
Il procedimento sportivo di primo grado si svolge dal 11 al 13 gennaio 2016 presso la Commissione Disciplinare Nazionale della FIGC.
I primi giorni del dibattimento furono caratterizzati dalle richieste di condanna del vice procuratore federale Gioacchino Tornatore.

### Richieste dell'accusa

#### Società
- Akragas: 4 punti di penalizzazione e 4 700 di ammenda[23][24]
- L’Aquila: 31[25] punti di penalizzazione e 205 000 € di ammenda
- Catanzaro: 3 punti di penalizzazione e 30 000 € di ammenda
- Comprensorio Montalto: 9 punti di penalizzazione e 3 000 € di ammenda
- Due Torri: 2 punti di penalizzazione
- Ebolitana: 1 punto di penalizzazione e 3 400 € di ammenda
- HinterReggio: 2 punti di penalizzazione
- Juve Stabia: 3 punti di penalizzazione
- Neapolis: 22 punti di penalizzazione e 5 000 € di ammenda
- Pro Patria: 20 punti di penalizzazione
- Puteolana: 6 punti di penalizzazione
- Santarcangelo: 12 punti di penalizzazione e 135 000 € di ammenda
- Savona: 3 punti di penalizzazione e 30 000 € di ammenda
- Sorrento: 6 punti di penalizzazione
- Torres: 7 punti di penalizzazione e 30 000 € di ammenda
- Tuttocuoio: 3 punti di penalizzazione
- Vigor Lamezia: 2 punti di penalizzazione e 25 000 € di ammenda
- Per la responsabilità presunta 1 punto di penalizzazione a: Livorno, Cremonese, Fidelis Andria, Pavia, Maceratese, Prato, Aversa Normanna, Frattese, Monopoli, Grosseto, Scafatese.

#### Tesserati
- Arturo Di Napoli: 4 anni di squalifica e 60.000 € di ammenda
- Fulvio Pea: 6 mesi di squalifica e 30.000 € di ammenda
- Eugenio Ascari: 3 anni di squalifica e 50.000 € di ammenda, più altri 6 mesi di squalifica in continuazione e 10.000 € per illecito aggravato
- Salvatore Astarita: 5 anni di squalifica più preclusione, più altri 3 anni di squalifica in continuazione e un'ammenda di 120.000 € per illecito aggravato.
- Andrea Bagnoli: 3 anni di squalifica e 50.000 € di ammenda, più altri 6 mesi di squalifica in continuazione e 10.000 € di ammenda per illecito aggravato.
- Abdoulayé Baldé: 3 anni di squalifica e 50.000 € di ammenda, più altri 6 mesi di squalifica in continuazione e 10.000 € di ammenda per illecito aggravato.
- Felice Bellini: 9 mesi di inibizione e 20.000 € di ammenda.
- Gianni Califano: 4 anni di inibizione e 60.000 € di ammenda.
- Fabio Caserta: 3 anni di squalifica e 50.000 € di ammenda.
- Luca Cassese: 3 anni di squalifica e 50.000 € di ammenda.
- Daniele Ciardi: 5 anni di squalifica più preclusione, più 1 anno e 6 mesi di squalifica in continuazione e 160.000 € di ammenda per illecito aggravato.
- Antonio Ciccarone: 5 anni di inibizione, più 6 anni di inibizione in continuazione e 180.000 € di ammenda.
- Luigi Condò: 4 anni di inibizione e 60.000 € di ammenda.
- Ninni Corda: 3 mesi di squalifica.
- Giuseppe Cosentino: 6 mesi di inibizione e 30.000 € di ammenda.
- Fabio Di Lauro: 4 anni e 7 mesi di squalifica e 135.000 € di ammenda.
- Ercole Di Nicola: 6 anni e 3 mesi di inibizione e 185.000 € di ammenda.
- Mirko Garaffoni: 3 anni di squalifica e 50.000 € di ammenda più altri 6 mesi di squalifica in continuazione e 10.000 € di ammenda per illecito aggravato.
- Adolfo Gerolino: 4 anni e 6 mesi di squalifica e 80.000 € di ammenda.
- Domenico Giampà: 3 anni di squalifica e 50.000 € di ammenda
- Pietro Iannazzo: 4 anni di squalifica e 80.000 € di ammenda.
- Pasquale Izzo: 2 anni di squalifica.
- Pasquale Lo Giudice: 4 anni di inibizione e 60.000 € di ammenda.
- Fabrizio Maglia: 6 mesi di squalifica e 10.000 € di ammenda.
- Bruno Mandragora: 6 mesi di squalifica e 30.000 € di ammenda.
- Emanuele Marzocchi: 2 anni di squalifica.
- Vincenzo Melillo: 3 anni di squalifica e 50.000 € di ammenda più 6 mesi di squalifica in continuazione e 10.000 € di ammenda per illecito aggravato.
- Francesco Molino: 5 anni di inibizione più preclusione, più 1 anno e 6 mesi di inibizione in continuazione e 30.000 € di ammenda.
- Raffaele Moxedano: 10 mesi di squalifica e 50.000 € euro di ammenda.
- Mario Moxedano: 5 anni di inibizione più preclusione, più 3 anni e 8 mesi di inibizione in continuazione e 80.000 € di ammenda.
- Vincenzo Nucifora: 4 anni e 2 mesi di inibizione e 70.000 € di ammenda.
- Armando Ortoli: 4 anni di squalifica e 60.000 € di ammenda.
- Maurizio Antonio Pagniello: 4 anni e 6 mesi di inibizione e 70.000 € di ammenda.
- Antonio Palermo: 5 anni di inibizione più preclusione, più 1 anno e 6 mesi di inibizione in continuazione e 30.000 € di ammenda.
- Armando Pellicanò: 4 anni di inibizione e 60.000 € di ammenda.
- Luciano Pignatta: 3 anni e 6 mesi di squalifica e 60.000 € di ammenda.
- Daniele Piraino: 4 anni di inibizione e 60.000 € di ammenda.
- Giacomo Ridolfi: 3 anni e 8 mesi di squalifica e 70.000 € di ammenda.
- Mario Ruga: 4 anni di inibizione e 60.000 € di ammenda.
- Giuseppe Sampino: 6 mesi di inibizione e 10.000 € di ammenda in continuazione.
- Massimiliano Solidoro: 4 anni di squalifica e 90.000 € di ammenda.
- Marcello Solazzo: 5 anni di squalifica e 90.000 € di ammenda.
- Paolo Somma: 4 anni di inibizione e 60.000 € di ammenda.
- Marco Tosi: 4 anni di squalifica e 70.000 € di ammenda.
- Mohamed Traoré: 4 anni e 6 mesi di squalifica e 80.000 € di ammenda.
- Andrea Ulizio: 4 anni e 6 mesi di squalifica e 80.000 € di ammenda.
- Mario Ulizio: 5 anni di inibizione più preclusione, più 1 anno e 6 mesi di inibizione in continuazione e 110.000 € di ammenda.

#### La sentenza di primo grado
Il procedimento di primo grado si concluse il 1º febbraio 2016 con l'emissione della sentenza da parte del Tribunale Federale Nazionale della FIGC.

##### Società
| Deferito              | Sanzione da scontare nella stagione 2015-2016                                                                           |
| --------------------- | --- |
| Akragas               | 3 punti di penalizzazione da scontare nella restante stagione di Lega Pro 2015-2016 e ammenda di 4.500 euro             |
| Comprensorio Montalto | 6 punti di penalizzazione da scontare nella restante stagione di Eccellenza Calabria 2015-2016 e ammenda di 3.000 euro  |
| Frattese              | 1 punto di penalizzazione da scontare nella restante stagione di Serie D 2015-2016                                      |
| Savona                | 2 punti di penalizzazione da scontare nella restante stagione di Lega Pro 2015-2016 e ammenda di 10.000 euro            |
| Pro Patria            | 7 punti di penalizzazione da scontare nella restante stagione di Lega Pro 2015-2016                                     |
| L’Aquila              | 13 punti di penalizzazione da scontare nella restante stagione di Lega Pro 2015-2016 e ammenda di 150.000 euro          |
| Neapolis              | 22 punti di penalizzazione da scontare nella prossima stagione d'iscrizione e ammenda di 5.000 euro                     |
| Torres                | 4 punti di penalizzazione da scontare nel restante campionato di Serie D 2015-2016 e ammenda di 10.000 euro             |
| Puteolana             | 4 punti di penalizzazione da scontare nel restante campionato di Promozione Campania 2015-2016 e ammenda di 3.400 euro  |
| Santarcangelo         | 6 punti di penalizzazione da scontare nella restante stagione di Lega Pro 2015-2016 e ammenda di 70.000 euro            |
| Vigor Lamezia         | 2 punti di penalizzazione da scontare nel restante campionato di Serie D 2015-2016 e ammenda di 10.000 euro             |
| Sorrento              | 4 punti di penalizzazione da scontare nel restante campionato di Eccellenza Campania 2015-2016 e ammenda di 10.000 euro |
| Catanzaro             | Ammenda di 10.000 euro.                                                                                                 |
| HinterReggio          | Ammenda di 3.000 euro.                                                                                                  |
| Juve Stabia           | Ammenda di 3.000 euro.                                                                                                  |
| Maceratese            | Ammenda di 3.000 euro.                                                                                                  |
| Pro Ebolitana         | Ammenda di 3.000 euro.                                                                                                  |
| Cremonese             | Prosciolta |
| Livorno               | Prosciolto |
| Pavia                 | Prosciolto |
| Tuttocuoio            | Prosciolto |
| Aversa Normanna       | Prosciolta |
| Due Torri             | Prosciolto |
| Fidelis Andria        | Prosciolta |
| Grosseto              | Prosciolto |
| Prato                 | Prosciolto |
| Scafatese             | Prosciolta |

##### Tesserati
| Deferito                   | Sanzione                                                                                            |
| -------------------------- | --------------------------------------------------------------------------------------------------- |
| Eugenio Ascari             | 3 anni di inibizione e ammenda di 50.000 euro.                                                      |
| Salvatore Astarita         | 3 anni di squalifica più 3 anni in continuazione e ammenda di 60.000 euro.                          |
| Felice Bellini             | 9 mesi di inibizione e ammenda di 10.000 euro.                                                      |
| Gianni Califano            | 6 mesi di inibizione e ammenda di 30.000 euro.                                                      |
| Fabio Caserta              | 6 mesi di squalifica e ammenda di 30.000 euro.                                                      |
| Daniele Ciardi             | 5 anni di squalifica più preclusione e 9 mesi in continuazione e ammenda di 65.000 euro.            |
| Antonio Ciccarone          | 5 anni di inibizione più preclusione e 5 anni e 6 mesi in continuazione e ammenda di 85.000 euro.   |
| Luigi Condò                | 3 anni e 6 mesi di inibizione e ammenda di 30.000 euro.                                             |
| Ninni Corda                | 3 mesi di squalifica in continuazione.                                                              |
| Arturo Di Napoli           | 4 anni di squalifica e ammenda di 35.000 euro.                                                      |
| Ercole Di Nicola           | 5 anni di inibizione in continuazione e ammenda di 100.000 euro.                                    |
| Mirko Garaffoni            | 3 anni di squalifica.                                                                               |
| Adolfo Gerolino            | 4 anni e 6 mesi di squalifica e ammenda di 40.000 euro.                                             |
| Domenico Giampà            | 6 mesi di squalifica e ammenda di 30.000 euro.                                                      |
| Pietro Iannazzo            | 3 anni e 6 mesi di inibizione e ammenda di 50.000 euro.                                             |
| Pasquale Izzo              | 1 anno e 8 mesi di squalifica.                                                                      |
| Fabrizio Maglia            | 6 mesi di inibizione e ammenda di 10.000 euro.                                                      |
| Emanuele Marzocchi         | 1 anno e 8 mesi di squalifica in continuazione.                                                     |
| Vincenzo Melillo           | 3 anni e 6 mesi di squalifica e ammenda di 50.000 euro.                                             |
| Francesco Molino           | 4 anni di inibizione più 1 anno in continuazione.                                                   |
| Raffaele Moxedano          | 8 mesi di inibizione in continuazione.                                                              |
| Mario Moxedano             | 5 anni di inibizione più preclusione in continuazione e 3 anni e 3 mesi in ulteriore continuazione. |
| Vincenzo Nucifora          | 4 anni e 2 mesi di inibizione in continuazione e ammenda di 50.000 euro.                            |
| Armando Ortoli             | 6 mesi di inibizione e ammenda di 30.000 euro.                                                      |
| Maurizio Antonio Pagniello | 8 mesi di inibizione in continuazione e ammenda di 35.000 euro.                                     |
| Antonio Palermo            | 4 anni di inibizione in continuazione e 1 anno in ulteriore continuazione.                          |
| Armando Pellicanò          | 6 mesi di inibizione.                                                                               |
| Luciano Pignatta           | 3 anni e 6 mesi di squalifica.                                                                      |
| Daniele Piraino            | 3 mesi di inibizione.                                                                               |
| Giacomo Ridolfi            | 8 mesi di squalifica in continuazione e ammenda di 35.000 euro.                                     |
| Mauro Ruga                 | 6 mesi di inibizione e ammenda di 30.000 euro.                                                      |
| Giuseppe Sampino           | 2 mesi di inibizione e ammenda di 50.000 euro.                                                      |
| Massimiliano Solidoro      | 3 anni e 9 mesi di inibizione in continuazione e ammenda di 50.000 euro.                            |
| Marcello Solazzo           | 3 anni e 9 mesi di inibizione in continuazione e ammenda di 50.000 euro.                            |
| Paolo Somma                | 4 anni di inibizione.                                                                               |
| Andrea Ulizio              | 4 anni e 6 mesi di inibizione in continuazione e ammenda di 50.000 euro.                            |
| Mauro Ulizio               | 5 anni di inibizione più preclusione e in continuazione 1 anno e 6 mesi e ammenda di 100.000 euro.  |
| Andrea Bagnoli             | Prosciolto.                                                                                         |
| Abdoulayè Baldé            | Prosciolto.                                                                                         |
| Luca Cassese               | Prosciolto.                                                                                         |
| Giuseppe Cosentino         | Prosciolto.                                                                                         |
| Marco Guidone              | Prosciolto.                                                                                         |
| Pasquale Lo Giudice        | Prosciolto.                                                                                         |
| Bruno Mandragora           | Prosciolto.                                                                                         |
| Francis Obeng              | Prosciolto.                                                                                         |
| Fulvio Pea                 | Prosciolto.                                                                                         |
| Marco Tosi                 | Prosciolto.                                                                                         |
| Mohamed Traoré             | Prosciolto.                                                                                         |

### Processo sportivo di secondo grado
Il procedimento sportivo di secondo grado si svolse dal 26 al 27 febbraio presso la Corte Federale d'Appello della FIGC mentre la sentenza è stata emessa il 7 marzo 2016.

#### La sentenza d'appello
La sentenza d'Appello riduce le penalizzazioni per L'Aquila (da 13 a 6 punti), per la Pro Patria (da 7 a 3 punti), e per la Torres (da 4 a 2 punti). Riduce inoltre le ammende a carico dell'Aquila (da 150.000 a € 50.000), Santarcangelo (da 75.000 a € 35.000), Pro Ebolitana (da 3.000 a € 1.000) e Vigor Lamezia (da 10.000 a € 1.000).
Per i tesserati sono stati parzialmente accolti anche i ricorsi di Pietro Iannazzo (ridotta l'inibizione da 3 anni e 6 mesi a 3 anni e ammenda di 50.000 euro), Arturo Di Napoli (ridotta la squalifica da 4 anni a 3 anni e 6 mesi e ammenda di 35.000 euro), Massimiliano Solidoro (ridotta l'inibizione da 3 anni e 9 mesi a 3 anni e 6 mesi e ammenda di 60.000 euro), Fabrizio Maglia (ridotta l'inibizione da 6 a 3 mesi), Luigi Condò (ridotta l'inibizione da 3 anni e 6 mesi a 3 anni e ammenda di 50.000 euro), Adolfo Gerolino (ridotta la squalifica da 4 anni e 6 mesi a 4 anni e ammenda di 50.000 euro), Vincenzo Nucifora (ridotta la squalifica da 4 anni e 2 mesi a 3 anni e ammenda di 60.000 euro) e Andrea Ulizio (ridotta la squalifica da 4 anni e 6 mesi a 4 anni e ammenda di 50.000 euro).
Confermate le altre sentenze.

##### Società
| Deferito              | Sanzione da scontare nella stagione 2015-2016                                                                           |
| --------------------- | --- |
| L’Aquila              | 6 punti di penalizzazione nel campionato di Lega Pro 2015-2016 e 50.000 euro di ammenda                                 |
| Pro Patria            | 3 punti di penalizzazione nel campionato di Lega Pro 2015-2016                                                          |
| Santarcangelo         | 6 punti di penalizzazione nel campionato di Lega Pro 2015-2016 e 35.000 euro di ammenda                                 |
| Savona                | 2 punti di penalizzazione nel campionato di Lega Pro 2015-2016 e 10.000 euro di ammenda                                 |
| Akragas               | 3 punti di penalizzazione nel campionato di Lega Pro 2015-2016 e 4.500 euro di ammenda                                  |
| Comprensorio Montalto | 6 punti di penalizzazione da scontare nella restante stagione di Eccellenza Calabria 2015-2016 e ammenda di 3.000 euro  |
| Frattese              | 1 punto di penalizzazione da scontare nella restante stagione di Serie D 2015-2016                                      |
| Neapolis              | 22 punti di penalizzazione da scontare nella prossima stagione d'iscrizione e ammenda di 5.000 euro                     |
| Torres                | 2 punti di penalizzazione da scontare nel restante campionato di Serie D 2015-2016 e ammenda di 10.000 euro             |
| Puteolana             | 4 punti di penalizzazione da scontare nel restante campionato di Promozione Campania 2015-2016 e ammenda di 3.400 euro  |
| Vigor Lamezia         | 2 punti di penalizzazione da scontare nel restante campionato di Serie D 2015-2016 e ammenda di 1.000 euro              |
| Sorrento              | 4 punti di penalizzazione da scontare nel restante campionato di Eccellenza Campania 2015-2016 e ammenda di 10.000 euro |
| Catanzaro             | Ammenda di 10.000 euro.                                                                                                 |
| HinterReggio          | Ammenda di 3.000 euro.                                                                                                  |
| Juve Stabia           | Ammenda di 3.000 euro.                                                                                                  |
| Maceratese            | Ammenda di 3.000 euro.                                                                                                  |
| Pro Ebolitana         | Ammenda di 1.000 euro.                                                                                                  |

##### Tesserati
| Deferito                   | Sanzione                                                                                            |
| -------------------------- | --------------------------------------------------------------------------------------------------- |
| Eugenio Ascari             | 3 anni di inibizione e ammenda di 50.000 euro.                                                      |
| Salvatore Astarita         | 3 anni di squalifica più 3 anni in continuazione e ammenda di 60.000 euro.                          |
| Felice Bellini             | 9 mesi di inibizione e ammenda di 10.000 euro.                                                      |
| Gianni Califano            | 6 mesi di inibizione e ammenda di 30.000 euro.                                                      |
| Fabio Caserta              | 6 mesi di squalifica e ammenda di 30.000 euro.                                                      |
| Daniele Ciardi             | 5 anni di squalifica più preclusione e 9 mesi in continuazione e ammenda di 65.000 euro.            |
| Antonio Ciccarone          | 5 anni di inibizione più preclusione e 5 anni e 6 mesi in continuazione e ammenda di 85.000 euro.   |
| Luigi Condò                | 3 anni di inibizione e ammenda di 50.000 euro.                                                      |
| Ninni Corda                | 3 mesi di squalifica in continuazione.                                                              |
| Arturo Di Napoli           | 3 anni e 6 mesi di squalifica e ammenda di 35.000 euro.                                             |
| Ercole Di Nicola           | 5 anni di inibizione in continuazione e ammenda di 100.000 euro.                                    |
| Mirko Garaffoni            | 3 anni di squalifica.                                                                               |
| Adolfo Gerolino            | 4 anni di squalifica e ammenda di 50.000 euro.                                                      |
| Domenico Giampà            | 6 mesi di squalifica e ammenda di 30.000 euro.                                                      |
| Pietro Iannazzo            | 3 anni di inibizione e ammenda di 50.000 euro.                                                      |
| Pasquale Izzo              | 1 anno e 8 mesi di squalifica.                                                                      |
| Fabrizio Maglia            | 3 mesi di inibizione.                                                                               |
| Emanuele Marzocchi         | 1 anno e 8 mesi di squalifica in continuazione.                                                     |
| Vincenzo Melillo           | Prosciolto.                                                                                         |
| Francesco Molino           | 4 anni di inibizione più 1 anno in continuazione.                                                   |
| Raffaele Moxedano          | 8 mesi di inibizione in continuazione.                                                              |
| Mario Moxedano             | 5 anni di inibizione più preclusione in continuazione e 3 anni e 3 mesi in ulteriore continuazione. |
| Vincenzo Nucifora          | 3 anni di inibizione in continuazione e ammenda di 60.000 euro.                                     |
| Armando Ortoli             | 6 mesi di inibizione e ammenda di 30.000 euro.                                                      |
| Maurizio Antonio Pagniello | 8 mesi di inibizione in continuazione e ammenda di 35.000 euro.                                     |
| Antonio Palermo            | 4 anni di inibizione in continuazione e 1 anno in ulteriore continuazione.                          |
| Armando Pellicanò          | 6 mesi di inibizione.                                                                               |
| Luciano Pignatta           | 3 anni e 6 mesi di squalifica.                                                                      |
| Daniele Piraino            | 3 mesi di inibizione.                                                                               |
| Giacomo Ridolfi            | 8 mesi di squalifica in continuazione e ammenda di 35.000 euro.                                     |
| Mauro Ruga                 | 6 mesi di inibizione e ammenda di 30.000 euro.                                                      |
| Giuseppe Sampino           | 2 mesi di inibizione e ammenda di 50.000 euro.                                                      |
| Massimiliano Solidoro      | 3 anni e 6 mesi di inibizione in continuazione e ammenda di 60.000 euro.                            |
| Marcello Solazzo           | 3 anni e 9 mesi di inibizione in continuazione e ammenda di 50.000 euro.                            |
| Paolo Somma                | 4 anni di inibizione.                                                                               |
| Andrea Ulizio              | 4 anni di inibizione in continuazione e ammenda di 50.000 euro.                                     |
| Mauro Ulizio               | 5 anni di inibizione più preclusione e in continuazione 1 anno e 6 mesi e ammenda di 100.000 euro.  |

## Terzo filone di indagini
Il 4 agosto 2016, poi, la Procura Federale deferisce ancora le società Tuttocuoio, Martina Franca, Pro Patria, L'Aquila, Paganese, Santarcangelo, Savona, Vigontina S.Paolo (ex Luparense S.Paolo), Pistoiese, Poggibonsi e Vigor Lamezia per un terzo filone d'indagini ma il 24 ottobre il T.F.N. dichiara l'irrecevibilità del deferimento per un ritardo nelle procedure. A seguito del ricorso della Procura Federale, il 21 dicembre 2016 la Corte d'Appello lo accoglie e conferma il deferimento.
Inoltre, a seguito delle indagini di Catania sul clan camorristico Vanella Grassi, si è scoperto di aver alterato i risultati di Modena-Avellino (1-0) del 17 marzo 2014 e di Avellino-Reggina (3-0) del 25 maggio 2014. La Procura Federale, il 16 dicembre 2016 a seguito di ciò ha deferito per responsabilità diretta l'Avellino, oltre ad otto giocatori e l'Atletico Torbellamonaca.

### Richieste dell'accusa
Il Processo, presso il Tribunale Federale, si è tenuto per il filone di indagini di Catanzaro il 17 marzo 2017, mentre per quello di Catania il 3 marzo e 7 aprile e la Procura Federale rinnova le seguenti richieste:

#### Società
- Paganese: 1 punto di penalizzazione
- Pistoiese: 3 punti di penalizzazione
- Santarcangelo: 4 punti di penalizzazione, più 70 000 euro di ammenda
- Pro Patria: 3 punti di penalizzazione, più 20 000 euro di ammenda
- L’Aquila: 5 punti di penalizzazione, più 50 000 di ammenda
- Martina: 3 punti di penalizzazione
- Vigontina San Paolo: 2 punti di penalizzazione
- Poggibonsi: 1 punto di penalizzazione
- Vigor Lamezia: 13 punti di penalizzazione, più 40 000 euro di ammenda
- Savona: 30 000 euro di ammenda
- Tuttocuoio: 30 000 euro di ammenda
- Avellino: 7 punti di penalizzazione, più 145 000 euro di ammenda

#### Tesserati
- Armando Izzo: 6 anni di squalifica e 20 000 euro di ammenda
- Francesco Millesi: 6 anni di squalifica e 20 000 euro di ammenda
- Luca Pini: 6 anni di squalifica e 20 000 euro di ammenda
- Fabio Pisacane: 6 mesi di squalifica e 30 000 euro di ammenda
- Luigi Castaldo: 6 mesi di squalifica e 30 000 euro di ammenda
- Mariano Arini: 6 mesi di squalifica e 30 000 euro di ammenda
- Raffaele Biancolino: 6 mesi di squalifica e 30 000 euro di ammenda
- Walter Taccone: 9 mesi di inibizione e 45 000 euro di ammenda

### Sentenza di primo grado
Il 27 marzo 2017 viene resa pubblica la sentenza di primo grado relativamente al filone d'indagini di Catanzaro mentre il 12 aprile 2017 viene pubblicata la sentenza per il filone di Catania.

#### Società
| Deferito            | Sanzione da scontare nella stagione 2016-2017                                                |
| ------------------- | -------------------------------------------------------------------------------------------- |
| Avellino            | 3 punti di penalizzazione nel campionato di Serie B 2016-2017, più 50 000 euro di ammenda    |
| Paganese            | 1 punto di penalizzazione nel campionato di Lega Pro 2016-2017                               |
| Pistoiese           | 1 punto di penalizzazione nel campionato di Lega Pro 2016-2017                               |
| Santarcangelo       | 2 punti di penalizzazione nel campionato di Lega Pro 2016-2017, più 35 000 euro di ammenda   |
| L’Aquila            | 1 punto di penalizzazione nel campionato di Serie D 2016-2017, più 10 000 di ammenda         |
| Poggibonsi          | 1 punto di penalizzazione nel campionato di Serie D 2016-2017                                |
| Vigor Lamezia       | 5 punti di penalizzazione nel campionato di Eccellenza 2016-2017, più 30 000 euro di ammenda |
| Savona              | 30 000 euro di ammenda                                                                       |
| Martina             | non doversi procedere per revoca dell'affiliazione alla FIGC                                 |
| Pro Patria          | Prosciolta                                                                                   |
| Vigontina San Paolo | Prosciolta                                                                                   |
| Tuttocuoio          | Prosciolto                                                                                   |

#### Tesserati
| Deferito              | Sanzione                                                                                  |
| --------------------- | ----------------------------------------------------------------------------------------- |
| Claudio Arpaia        | 1 anno e 6 mesi di inibizione in continuazione più preclusione ed ammenda di 30 000 euro. |
| Eugenio Ascari        | 6 mesi di inibizione in continuazione più preclusione ed ammenda di 10 000 euro.          |
| Andrea Bagnoli        | 6 mesi di inibizione ed ammenda di 30 000 euro.                                           |
| Felice Bellini        | 1 anno e 10 mesi di inibizione in continuazione più preclusione ed ammenda di 45 000 euro |
| Salvatore Casapulla   | 5 anni di inibizione ed ammenda di 95 000 euro.                                           |
| Giuseppe Cianciolo    | 3 anni di inibizione ed ammenda di 30 000 euro.                                           |
| Daniele Ciardi        | 3 anni di inibizione ed ammenda di 30 000 euro.                                           |
| Cosimo D'Eboli        | 3 anni e 6 mesi di inibizione ed ammenda di 60 000 euro.                                  |
| Marco Di Chio         | 3 anni e 6 mesi di squalifica ed ammenda di 50 000 euro.                                  |
| Fabio Di Lauro        | 1 anno e 7 mesi di inibizione in continuazione più preclusione ed ammenda di 50 000 euro. |
| Ercole Di Nicola      | 2 anni e 7 mesi di inibizione in continuazione più ammenda di 70 000 euro.                |
| Nicola Falasco        | Prosciolto.                                                                               |
| Vito Falconieri       | 4 anni di squalifica ed ammenda di 70 000 euro.                                           |
| Adriano Favia         | 3 anni di inibizione ed ammenda di 50 000 euro.                                           |
| Simone Grillo         | Prosciolto.                                                                               |
| Fabrizio Maglia       | 3 anni di inibizione in continuazione ed ammenda di 10 000 euro.                          |
| Davide Matteini       | 1 anno di squalifica in continuazione ed ammenda di 20 000 euro.                          |
| Donato Schiavone      | Prosciolto.                                                                               |
| Michele Nardi         | Prosciolto.                                                                               |
| Alessandro Romeo      | 3 anni di squalifica ed ammenda di 50 000 euro.                                           |
| Marcello Sollazzo     | Prosciolto.                                                                               |
| Massimiliano Solidoro | 6 mesi di inibizione in continuazione ed ammenda di 10 000 euro.                          |
| Mauro Ulizio          | 1 anno e 2 mesi di inibizione in continuazione più preclusione ed ammenda di 30 000 euro. |
| Armando Izzo          | 1 anno e 6 mesi di squalifica più ammenda di 50 000 euro.                                 |
| Luca Pini             | 5 anni di squalifica più ammenda di 50 000 euro.                                          |
| Francesco Millesi     | 5 anni di squalifica più ammenda di 50 000 euro.                                          |
| Mariano Arini         | Prosciolto.                                                                               |
| Raffaele Biancolino   | Prosciolto.                                                                               |
| Luigi Castaldo        | Prosciolto.                                                                               |
| Fabio Pisacane        | Prosciolto.                                                                               |
| Walter Taccone        | Prosciolto.                                                                               |

### Processo sportivo di secondo grado
Il procedimento sportivo di secondo grado, per il processo del filone di Catania, si è svolto il 18 maggio 2017 presso la Corte Federale d'Appello della FIGC, mentre per il filone di Catanzaro si è svolto il 17 maggio 2017

#### Società
| Deferito      | Sanzione da scontare nella stagione 2016-2017                                               |
| ------------- | ------------------------------------------------------------------------------------------- |
| Paganese      | 1 punto di penalizzazione nel campionato di Lega Pro 2016-2017                              |
| Pistoiese     | 1 punto di penalizzazione nel campionato di Lega Pro 2016-2017                              |
| Santarcangelo | 1 punto di penalizzazione nel campionato di Lega Pro 2016-2017, più 5 000 euro di ammenda   |
| L’Aquila      | 1 punto di penalizzazione nel campionato di Serie D 2016-2017, più 2 500 di ammenda         |
| Vigor Lamezia | 2 punti di penalizzazione nel campionato di Eccellenza 2016-2017, più 5 000 euro di ammenda |
| Savona        | 5 000 euro di ammenda                                                                       |
| Avellino      | 2 punti di penalizzazione nel campionato di Serie B 2016-2017, più 20 000 euro di ammenda   |

#### Tesserati
| Deferito            | Sanzione                                                                        |
| ------------------- | ------------------------------------------------------------------------------- |
| Claudio Arpaia      | Prosciolto.                                                                     |
| Eugenio Ascari      | 6 mesi di inibizione in continuazione più preclusione ed ammenda di 2 000 euro. |
| Andrea Bagnoli      | 3 mesi di inibizione ed ammenda di 5 000 euro.                                  |
| Salvatore Casapulla | 4 anni di inibizione ed ammenda di 30 000 euro.                                 |
| Giuseppe Cianciolo  | 3 anni di inibizione ed ammenda di 5 000 euro.                                  |
| Cosimo D'Eboli      | 3 anni e 6 mesi di inibizione ed ammenda di 10 000 euro.                        |
| Marco Di Chio       | 3 anni e 6 mesi di squalifica ed ammenda di 8 000 euro.                         |
| Vito Falconieri     | 6 mesi di squalifica ed ammenda di 5 000 euro.                                  |
| Adriano Favia       | 3 anni di inibizione ed ammenda di 8 000 euro.                                  |
| Fabrizio Maglia     | Prosciolto.                                                                     |
| Alessandro Romeo    | 3 anni di squalifica ed ammenda di 8 000 euro.                                  |
| Marcello Sollazzo   | Prosciolto.                                                                     |
| Armando Izzo        | 6 mesi di squalifica più ammenda di 20 000 euro.                                |
| Francesco Millesi   | 3 anni di squalifica più ammenda di 20 000 euro.                                |